# Georg Albert Bacmeister

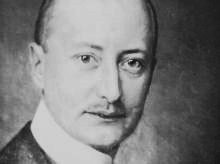
Landrat Georg Bacmeister

Georg Albert Lucas Wilhelm Bacmeister (* 5. Oktober 1880 in Geestemünde; † 9. Oktober 1918 in Löbau in Westpreußen) war ein deutscher Verwaltungsjurist in Hessen-Nassau und Ostpreußen.

## Leben
Bacmeisters Eltern waren der spätere Landgerichtspräsident zu Neuwied Georg Arnold Bacmeister (1850–1921) und Frieda Wermuth (1853–1940) und war damit ein Spross der Familie Bacmeister. Er war Enkel des Hannoverschen Ministers Georg Heinrich Bacmeister und Bruder des Lungenfacharztes Adolf Bacmeister.
Bacmeister studierte Rechtswissenschaft an der Universität Lausanne und der Ruprecht-Karls-Universität Heidelberg. 1899 wurde er Mitglied des Corps Vandalia Heidelberg. Nach dem Studium diente Bacmeister als Einjährig-Freiwilliger beim 2. Kurhessischen Infanterie-Regiment Nr. 82 in Göttingen, begann aber zugleich auch als Gerichtsreferendar seine Referendarzeit. Nach dem Freiwilligenjahr und der anschließenden Übernahme als Reserveoffizier in das Königs-Infanterie-Regiment (6. Lothringisches) Nr. 145 in Metz folgten weitere Referendarzeiten in Herzberg am Harz und ab 1904 als Regierungsreferendar in Osnabrück. Im Jahr 1907 absolvierte Bacmeister in Berlin seine Staatsprüfung und wurde anschließend zunächst nach Neustettin und am 1. März 1910 als Regierungsassessor nach Lüneburg versetzt.
Als nach dem Tod von August Beckmann der Landratsposten im Kreis Usingen frei wurde, berief man Georg Bachmeister im Frühjahr 1914, zunächst kommissarisch, zum dortigen neuen Landrat. Mit Beginn des Ersten Weltkriegs wurde Bacmeister am 30. August 1914 zum Kriegsdienst eingezogen, musste aber bereits nach wenigen Monaten infolge mehrerer Verwundungen felddienstunfähig entlassen werden. Im Jahr 1915 berief ihn schließlich das Ministerium zum Landrat des Kreises Labiau in Ostpreußen. Dort war es eine seiner vordringlichsten Aufgaben, den von den Russen schwer zerstörten Kreis wieder neu aufzubauen. Dieses Amt hatte Bacmeister bis zu seinem unerwarteten Tod infolge der Spanischen Grippe inne.
Georg Bacmeister war verheiratet mit Hildegard geb. Möllenhoff (1888–1946), Tochter des Berliner Oberverwaltungsgerichtsrates Möllenhoff. Er hinterließ neben seiner Gattin zwei Töchter und einen Sohn.